# Purpuricenus atromaculatus
Purpuricenus atromaculatus là một loài bọ cánh cứng trong họ Cerambycidae.